# Dorfkirche Buckow (Kümmernitztal)

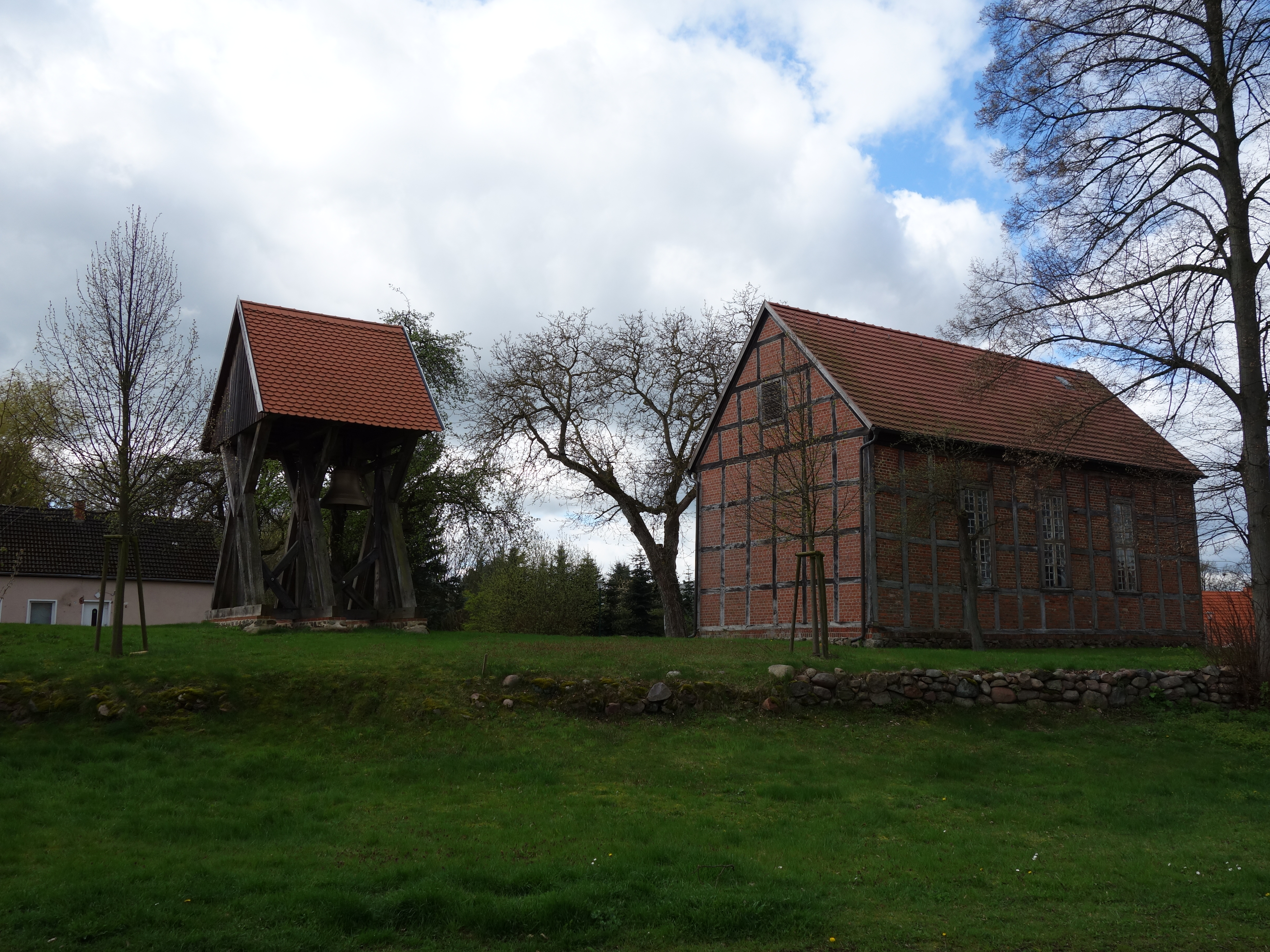
Dorfkirche Buckow (Kümmernitztal)

Die evangelische, denkmalgeschützte Dorfkirche Buckow steht in Buckow, einem Ortsteil der Gemeinde Kümmernitztal im Landkreis Prignitz in Brandenburg. Die Kirchengemeinde gehört zum Pfarrsprengel Putlitz im Kirchenkreis Prignitz der Evangelischen Kirche Berlin-Brandenburg-schlesische Oberlausitz.

## Beschreibung
Die Fachwerkkirche wurde 1833 ohne Kirchturm erbaut. Östlich der Saalkirche steht ein älterer offener Glockenstuhl, in dem eine Kirchenglocke hängt.
Im Westen des Innenraums befinden sich eine Empore und die Kirchenbänke aus der Bauzeit. Die barocke Kanzel stand ursprünglich in der Dorfkirche von Mertensdorf.